# Liriomyza pseudopygmina
Liriomyza pseudopygmina este o specie de muște din genul Liriomyza, familia Agromyzidae, descrisă de Erich Martin Hering în anul 1933.
Este endemică în Germania. Conform Catalogue of Life specia Liriomyza pseudopygmina nu are subspecii cunoscute.